# Jack Harley
John Laker Harley (17 novembre 1911 - 12 décembre 1990) est un botaniste britannique,, connu pour ses travaux sur la physiologie ectomycorhizienne.

## Jeunesse
Harley est née à Old Charlton, en 1911, d'Edith Sarah Smith et de Charles Laker Harley, un fonctionnaire de la Poste. Il fréquente la Leeds Grammar School et obtient une bourse au Wadham College, Université d'Oxford, étudiant la botanique en 1930. Il a Arthur George Tansley pour professeur et s'intéresse à l'écologie et à la physiologie des plantes. Sa thèse porte sur les mycorhizes, sous la direction de W.H. Wilkins. En 1939, il est nommé démonstrateur en botanique, mais ses recherches sont interrompues par la guerre. Il rejoint le Royal Corps of Signals et sert en Inde, en Birmanie et à Ceylan (1940-1945) atteignant le grade de lieutenant-colonel.

## Carrière
Après la guerre, il est nommé membre du Queen's College (1946). En 1958, il est muté au département de l'agriculture et reprend ses travaux sur les mycorhizes. Il est professeur de botanique à l'Université de Sheffield (1965-1969). Avec Howard Florey, il participe à la rédaction du rapport Florey sur la structure des départements de biologie d'Oxford en 1966, et retourne à Oxford pour occuper la chaire nouvellement renommée de sciences forestières (1969-1979), supervisant la fusion des départements des forêts et de l'agriculture. La chaire est associée à une bourse du St John's College. À la retraite, il co-écrit le livre Mycorrhizal Symbiosis avec sa fille Sally E. Smith (en) (1983) et A Check-list of Mycorhiza in the British Flora avec sa femme (1987),,.
Il est co-rédacteur en chef du New Phytologist (1961-1983). Il est élu membre de la Royal Society (1964) et reçoit un CBE (1979) et la Médaille linnéenne de la Linnean Society of London pour la botanique (1989). Il est président de la British Mycological Society (1969), de la British Ecological Society (1970–72) et de l'Institute of Biology (1984–86).

## Vie privée
En 1938, il épouse E. Lindsay Fitt, une étudiante à Oxford qui passe également un D.Phil. Ils ont un fils et une fille,.